# Пакетт, Ричард
Ричард Фрэнсис Пакетт (англ. Richard Francis Pacquette; род. 28 января 1983 года) — доминикский футболист, нападающий. Пакетт играл в английской футбольной лиге за «Куинз Парк Рейнджерс», «Мэнсфилд Таун», «Милтон Кейнс Донс» и «Брентфорд», на высшем международном уровне выступал за национальную команду Доминики.
Пакетт начал свою карьеру в «Куинз Парк Рейнджерс» и дебютировал в основной команде ближе к концу сезона 2000/2001. Пакетт часто отправлялся в аренду, сыграв к 2004 году за «Стивенидж», «Дагенем энд Редбридж» и «Мэнсфилд Таун» в общей сложности в сорока встречах. На короткий период Пакетт брали в аренду «Милтон Кейнс Донс» и «Брентфорд», после чего он перешёл в полупрофессиональный футбол. После коротких отрезков в пяти разных клубах он провел целый сезон за «Уортинг», забив за сезон 17 голов. Пакетт забивал за «Хавант и Ватерловилль» в  матче четвертого раунда Кубка Англии против «Ливерпуля» на «Энфилде» в 2008 году; его команда проиграла тот матч со счётом 5:2.
Пакетт родился в Килберне в семье доминикцев. Пакетт выступал именно за сборную Доминики на международном уровне. Нападающий отличился уже в своём дебютном матче против Барбадоса в 2008 году. Второй и последний матч за сборную — ответная встреча Доминики с Барбадосом, в которой Доминика уступила.

## Клубная карьера
Родился Пакетт в Килберне в семье доминиканцев. В 13 лет Пакетт попал в молодёжную академию «Квинз Парк Рейнджерс». 1 февраля 2000 форвард дебютировал за первую команду, выйдя на замену на 77-й минуте в матче против «Хаддерсфилда» 21 апреля 2001 года. Вторую встречу за «КПР» Пакетт провёл против «Стокпорт Каунти», его клуб вновь проиграл. Сезон закончился для «рейнджерс» вылетом во Второй дивизион, и Пакетт забил свой первый гол за клуб в матче против «Бери» 12 января 2002 года. Второй и последний гол Пакетта в этом сезоне принёс «КПР» ничью в матче с «Кардифф Сити», чуть позднее в том же матче Пакетт получил красную карточку. После окончания сезона, в июле, тренер команды Иан Холлоуэй выставил игрока на трансферный рынок.
Забив в сезоне 2002/2003 один мяч в четырёх встречах, 18 октября Пакетт отправился в трёхмесячную аренду в клуб НЛА «Стивенидж». Он дебютировал на следующий день в матче против «Бертон Альбион» (поражение 0:1), и забил в своём втором матче за клуб в ворота «Суонси Сити». Благодаря его голу «Стивенидж» обыграл «Суонси» 2:1 в первом раунде Трофея Английской футбольной лиги . Он отличился вновь во втором раунде того же турнира, забив в ворота «Лутон Таун», но «Стивенидж» пройти «шляпников» так и не смог (поражение 4:3). К концу арендного соглашения Пакетт забил четырежды в десяти матчах. В «КПР» футболист отличился ещё трижды, сыграл за клуб в обоих полуфинальных матчах плей-офф Второго дивизиона, появившись также и в финале; впрочем, его появление «КПР» не помогло: на стадионе «Миллениум» с минимальным счётом одержал победу «Кардифф». 

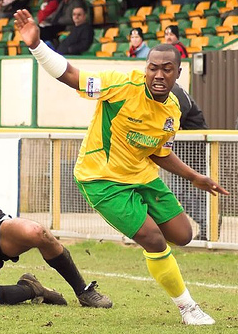
Пакетт — игрок «Таррока» (2006 год)

Пакетт забил в первом своём матче в сезоне 2003/2004 ; футболист помог команде одержать уверенную победу со счётом 2:0 над «Киддерминстер Харриерс» в Кубке Футбольной лиги. Месяц спустя, в ноябре, Пакетт играл против «Дагенем энд Редбридж», этот матч стал для футболиста последним в футболке бело-синей футболке. 29 декабря 2003 года он будет арендован «Дагенем энд Редбридж», дебютным матчем для игрока станет игра 1 января 2004 года против «Олдершот Тауна». Первый гол за «Дагенем» футболист забил в ворота «Шрусбери Таун», всего будучи в аренде Пакетт выходил на поле только пять раз, забив в этих матчах два гола. 4 февраля он был арендован на один месяц клубом «Мансфилд Таун», выступавшим в третьем английском дивизионе. Пакетт дебютировал в матче с «Рочдейлом», и уже во втором своём матче доминикский форвард поразил ворота «Йорк Сити». Больше Пакетту отличиться за «Мансфилд» не удалось, а после окончания сезона, сыграв за клуб в общей сложности только пять игр, нападающий стал свободным агентом: «КПР» не стал продлевать с ним контракт.
Он тренировался с недавно сформированным клубом Лиги 1 «Милтон-Кинс Донс» и вошёл в состав клуба 24 сентября. Пакетт дебютировал за клуб в матче с «Хартлпул Юнайтед», в следующей игре Пакетту удалось забить в ворота «Брентфорда». После семи матчей за «Милтон Кинс Донс» игрок покинул команду, а в ноябре подписал контракт с восточным клубом Южной футбольной лиги «Фишер Атлетик». Вскоре он покинул «Фишер Атлетик», чтобы подписать 26 ноября новый контракт — на этот раз с «Брентфордом». Дебютировал за «Брентфорд» форвард в матче против «Халл Сити». Некоторое время спустя контракт между игроком и клубом был расторгнут по обоюдному согласию, 7 декабря Пакетт подписал контракт с клубом национальной лиги «Фарнборо». Дебютировал за клуб футболист в игре против «Канви Айленда», первый гол забил в ворота «Моркам». 

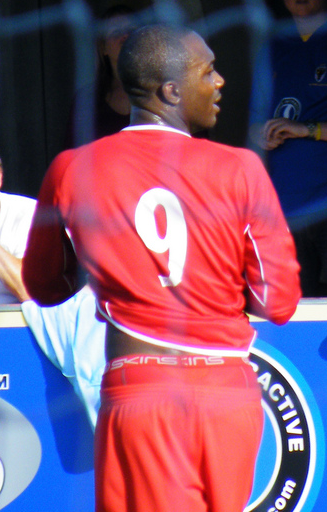
Пакетт в форме Мейденхед Юнайтед (2008 год)

После пяти игр за «Фарнборо» он вернулся в «Стивенидж», не подписывая с ними долгосрочного соглашения; клуб, в котором некоторое время назад он играл в аренде. В этот период Пакетт также тренировался с игроками «Гримсби Тауна». За «Стивенидж» футболист сыграл только дважды, и после того, как ему не удалось получить от клуба долгосрочный контракт, Пакетт сначала вернулся в «Гримсби», а, в конце концов, присоединился в феврале к «Сент-Олбанс Сити», однако и за этот клуб сыграл лишь один матч, перейдя впоследствии в «Хемел Хемпстед Таун» в марте.. За новый клуб Пакетт сыграл дважды, и десять дней спустя перешёл в клуб Истмийской лиги «Хэмптон энд Ричмонд Боро». За «Хэмптон» до конца сезона 2004/2005 игрок провёл шесть матчей. После окончания арендного соглашения футболист присоединился к «Уортингу», и тогда же был отдан в аренду в «Таррок», клуб, выступающий в ЮНЛ, всего за «Таррок» футболист провёл шесть матчей. В марте 2006 года игрок покинул «Уортинг», забив в 30 матчах сезона 2005/2006 семнадцать мячей. Таким образом, Пакетт вновь стал свободным агентом.
Покинув «Уортинг», Пакетт перешёл в марте в «Хавант энд Уотерлувилл», забив в восьми матчах оставшейся части сезона 2005-06 трижды. Первый гол в сезоне 2006-07 Пакетт забил в ворота «Дорчестер Таун» 11 сентября, вскоре оформил за «Хавант» дубль в матче с «Тим Бат», таким образом, «Хавант» прошёл третий отборочный раунд ТФА и попал в первый основной раунд.  Доминикский форвард сыграл в обоих полуфинальных матчах клуба с «Брейнтри Таун», однако «Хавант» соперника не прошёл; Пакетт закончил сезон, имея 13 голов в 41 матче. После окончания сезона Пакетт подписал новый контракт с командой. 26 января 2008 года в четвертом раунде Кубка Англии против «Ливерпуля» на «Энфилде» именно доминикский форвард вывел свою команду вперёд, забив первый гол в матче. Ту игру «Хавант» проиграл со счётом 5:2.
Незадолго до закрытия трансферного окна, 31 марта 2008 года, Пакетт перешел в «Мейденхед Юнайтед» до конца сезона 2007/2008 , к тому моменту футболист забил 13 голов в 32 матчах в сезоне 2007/2008. За «Мейденхед» нападающий провёл всего пять встреч, забив три гола; летом Пакетт подписал с клубом контракт на полноценной основе. 18 февраля 2009 года игрок перешёл в аренду в «Хистон», сроком на один месяц ; к тому моменту на его счету было 15 голов в 25 матчах за «Мейденхед». Он дебютировал за «Хистон» на 75-й минуте матча против «Истборн Боро» 21 февраля 2009 года. Следующий матч футболист провёл с «Барроу», а третий и последний — выйдя на замену на 83-й минуте против «Льюиса». В следующих четырёх матчах доминикец не попадал в старт и не выходил на замену, так и закончив сезон. 

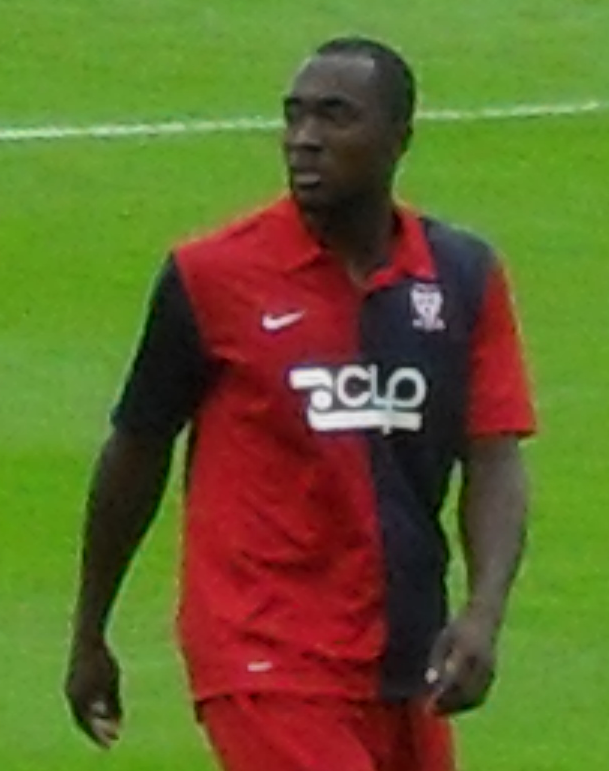
Пакетт в «Йорк Сити» (2009 год)

В конце сезона, 22 мая 2009 года, Пакетт подписал контракт с «Йорк Сити». Первые три матча нового сезона Пакетт пропустил из-за дисквалификации, полученной им ранее, когда он выступал ещё за «Мейденхед», дебютировал игрок за новый клуб, выйдя на замену на 78-й минуте матча с «Хейз энд Идинг Юнайтед», и принёс «Йорк Сити» ничью, забив головой в той встрече. В следующем матче против «Гейтсхеда» Пакетт получил красную карточку и, следовательно, получил дисквалификацию ещё на три матча. Футболист вновь вышел в футболке «Йорк Сити» на 82-й минуте, приняв участие в победе над «Тамуортом» (3:2) в октябре. Позднее Пакетт потянул мышцу бедра, выбыв до конца месяца. В конце концов доминикец вернулся к тренировкам в ноябре.В первом раунде Кубка Англии, в матче против клуба «Кру Александра», Пакетт вышел на замену на 84-й минуте, и забил, сравняв счёт. 26 января 2010 года в переигровке второго раунда FA Trophy против «Ньюпорт Каунти» Пакетт стал автором победного гола, отличившись в добавленное время. 2 марта в четвертьфинале того же турнира Пакетт забил в ворота «Барроу». Всего за сезон 2009–10 нападающий провёл за «Йорк Сити» 18 матчей, забив четыре мяча; клуб объявил, что не будет продлевать с игроком контракт. 

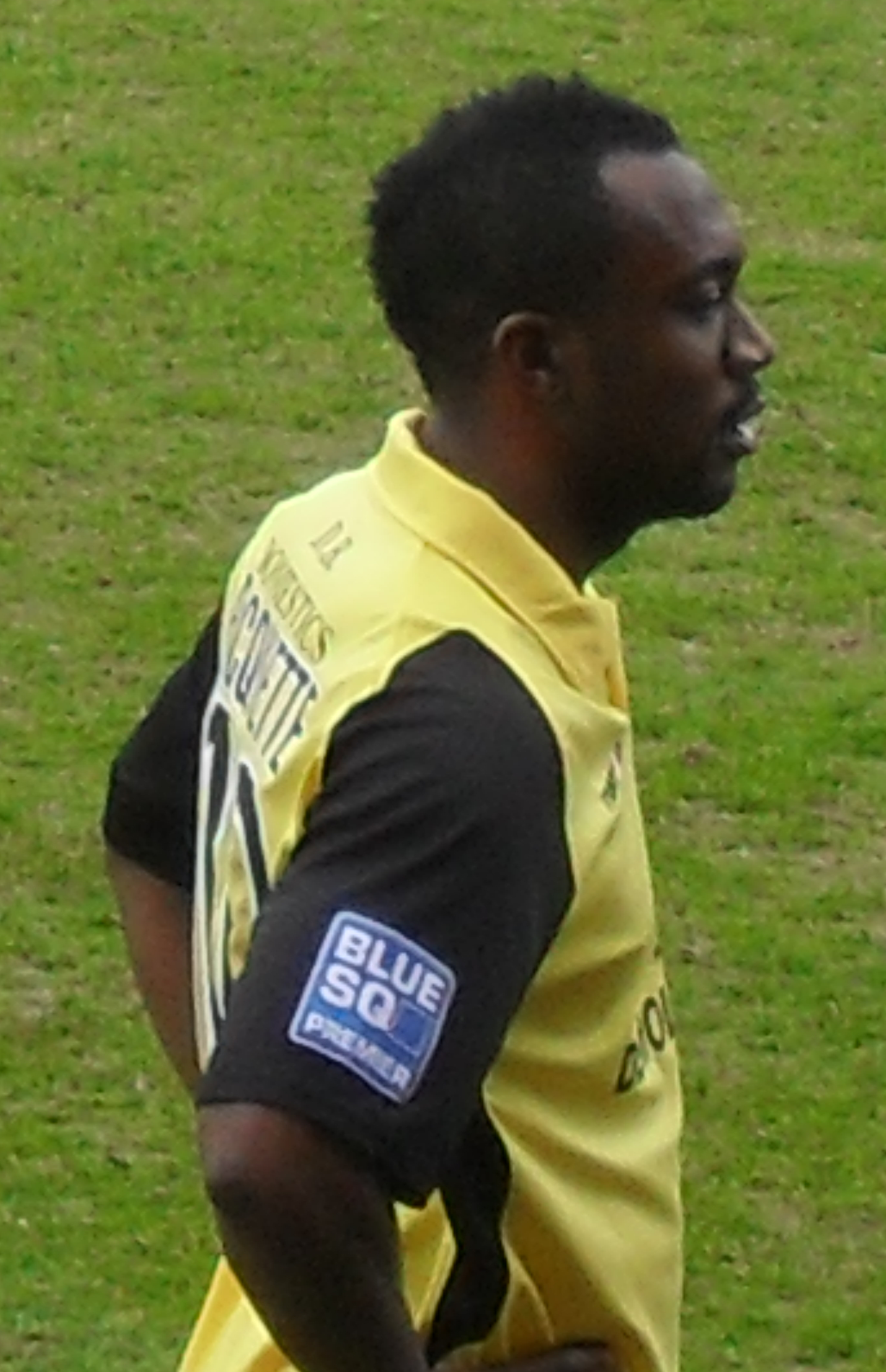
Пакетт в «Истборн Боро» (2011 год)

Пакетт подписал однолетний контракт с клубом «Истборн Боро» 28 июня. Дебютировал игрок в первом матче сезона 2010/2011, который команда проиграла со счётом 2:4 «Тамуорту» 14 августа, он же стал автором первого гола «Истборна» в сезоне, забив ударом головой. Этот сезон Пакетт закончил сезон с 14 голами в 39 матчах, «Истборн» был переведён в Южную Конференцию.  Клуб не предложил ему новый контракт после того, как игрок заявил, что хочет уйти из клуба. Футболист вновь оказался в Мейденхеде, во второй раз за карьеру.
В начале августа 2011 года Пакетт был арендован на короткий срок «Форест Грин Роверс» и играл в матче против «Сайренсестер Таун», но не смог закрепиться в основном составе. В том же месяце Пакетт присоединился к клубу «Хейс энд Идинг Юнайтед». 9 декабря игрок покинул клуб и его вновь подписал «Мейденхед». Вновь дебютивовал за клуб Пакетт в матче со «Стейнс Таун» в первом раунде FA Trophy, сам матч закончился нулевой ничьей. Пакетт вышел в стартовом составе и в переигровке, состоявшейся через три дня, но «Мейденхед» потерпел поражение и выбыл из соревнования. В следующих трёх матчах Южной Конференции Пакетт забьёт трижды. Всего через месяц после перехода Пакетта в «Мейденхед», он покинул команду: новой командой Пакетта стал «Линкольн Сити», а сам контракт был рассчитан до конца сезона 2011/2012.
Игрок был отправлен в аренду в «Гейнсборо Тринити» в августе 2012 года, и вместе с командой одержал уверенную победу в предсезонном матче с «Донкастер Роверс». 16 августа 2012 года он подписал контракт с клубом «Бромли», и через два дня дебютировал в домашнем матче с «Стейнс Таун». 25 августа 2012 года Пакетт забил первый и второй гол за команду; его дубль, однако, не помог команде избежать поражения от «Челмсфорд Сити». В декабре 2012 года Пакетт покинул клуб  сразу же подписал контракт с другим клубом той же лиги, «Истли». Он отличился уже в своём дебютном матче, 1 января 2013 года, но команда проиграла «Солсбери Сити» 5:3. 10 января 2013 года Пакетт покинул клуб, проведя в команде всего девять дней. С ещё одним представителем Южной конференции, «Саттон Юнайтед», Пакетт подписал контракт 19 января 2012 года. 2 февраля 2013 года состоялся дебют Пакетта за новую команду, а 19 февраля нападающий забил свой первый гол, поразив ворота «Бейзингсток Таун». Всего за «Саттон Юнайтед» футболист провёл семь матчей, забив только однажды. Пакетт покинул клуб 6 марта 2013.
Пакетт в очередной раз вернулся в клуб «Мейденхед» «Южной Конференции» 7 марта 2013 года, контракт игрока с клубом был рассчитан до конца сезона 2013/14 . Дебют Пакетта состоялся 9 марта 2013 года в домашнем матче против «Истли», где «Мейденхед» уступил 2:0. В июне 2014 года он покинул клуб, чтобы вернуться в «Истборн».
Летом 2015 года Пакетт выступал в предсезонных матчах за «Хэмптон энд Ричмонд Боро», 12 июля 2015 года забил гол в ворота «Тутинг энд Митчем Юнайтед», а позже подписал контракт с ними. Он ушел в аренду в «Льюис» в ноябре 2015 года , а после непродолжительных выступлений за «Уолтон энд Хершэм» зимой 2016 года  Пакетт вновь надел майку «Хэмптон энд Ричмонд Боро». 22 марта 2016 года «Хэмптон» и «Кокфостерс» устроили настоящий триллер, исполнив 42 одиннадцатиметровых удара в послематчевой серии пенальти в рамках благотворительного кубка Middlesex Senior Charity Cup. В июле 2016 года о подписании Пакетта объявил тренер «Метрополитан Полис» Джим Купер. 20 октября футболист Пакетт подписал контракт с «Грейс Атлетик». 17 ноября 2016 года Пакетт подписал контракт с «Эгам Таун», дебют состоялся 3 декабря того же года. В июне 2017 года Пакетт присоединился к «Харроу Боро».
В ноябре 2017 года он подписал контракт с «Темзмид Таун», а в октябре 2018 — с «Харфилд Юнайтед».

## Международная карьера
Пакетт был вызван в национальную команду Доминики на отборочный матч чемпионата мира по футболу 2010 в первом раунде КОНКАКАФ против Барбадоса 6 февраля 2008 года. Барбадос был в этой встрече фаворитом, но игра закончилась ничьей 1:1; гол за Доминику забил именно Пакетт. После дебюта в национальной команде тренер доминикцев Кристофер Эриксон заявил: «Он великолепен перед воротами, силён и готов усердно работать. Я надеюсь, что мы сможем оказать ему необходимую поддержку в следующей игре — если мы это сделаем, я уверен, что мы сможем выиграть». В ответом матче 26 марта Доминика проиграла 1:0.

## Стиль игры
После подписания контракта с «Йорк Сити» в 2009 году тренер команды Мартин Фойл описал его как «сильного и способного дриблёра». Фойл добавил, что «Пакетт мог бы быть нашим связующим звеном, потому что нам нужно лучше удерживать мяч в последней трети поля».

## Личная жизнь
Его двоюродный брат Джефферсон Луис — тоже футболист сборной Доминики, с ним Пакетт вышел в стартовом составе на ответный матч против Барбадоса. Во время своего полупрофессионального периода Пакетт работал охранником в школе. Там же он тренировал учеников шестого класса. Пакетт и его товарищи по команде «Хавант энд Уотерлувилль» получили бы по 10 000 фунтов стерлингов каждый, если бы они смогли обыграть «Ливерпуль» в Кубке Англии. После подписания контракта с «Йорк Сити» в 2009 году он переехал в дом с товарищами по команде Нилом Барреттом, Алексом Лоулессом, Джеймсом Мередитом и Дэниелом Парслоу.
Как и его двоюродный брат, Пакетт — болельщик «Арсенала».

## Статистика карьеры
| Клуб                          | Сезон            | Лига                                  | Лига | Лига | КА | КА | Кубок АФЛ | Кубок АФЛ | Другое | Другое | Итого | Итого |
| Клуб                          | Сезон            | Дивизион                              | М    | Г    | М  | Г  | М         | Г         | М      | Г      | М     | Г     |
| ----------------------------- | ---------------- | ------------------------------------- | ---- | ---- | -- | -- | --------- | --------- | ------ | ------ | ----- | ----- |
| Куинз Парк Рейнджерс          | 2000–01          | Первый дивизион                       | 2    | 0    | 0  | 0  | 0         | 0         | —      | —      | 2     | 0     |
| Куинз Парк Рейнджерс          | 2001–02          | Второй дивизион                       | 16   | 2    | 1  | 0  | 1         | 0         | 1      | 0      | 19    | 2     |
| Куинз Парк Рейнджерс          | 2002–03          | Второй дивизион                       | 11   | 4    | 0  | 0  | 1         | 0         | 3      | 0      | 15    | 4     |
| Куинз Парк Рейнджерс          | 2003–04          | Второй дивизион                       | 2    | 0    | 0  | 0  | 1         | 0         | 2      | 1      | 5     | 1     |
| Куинз Парк Рейнджерс          | Итого            | Итого                                 | 31   | 6    | 1  | 0  | 3         | 0         | 6      | 1      | 41    | 7     |
| Стивенидж (аренда)            | 2002–03          | Национальная лига Англии              | 7    | 2    | 1  | 0  | —         | —         | 2      | 2      | 10    | 4     |
| Дагенем энд Редбридж (аренда) | 2003–04          | Футбольная конференция                | 3    | 1    | 0  | 0  | —         | —         | 2      | 1      | 5     | 2     |
| Мансфилд Таун (аренда)        | 2003–04          | Третий дивизион                       | 5    | 1    | 0  | 0  | 0         | 0         | 0      | 0      | 5     | 1     |
| Милтон-Кинс Донс              | 2004–05          | Лига 1 АФЛ                            | 5    | 0    | 0  | 0  | 0         | 0         | 2      | 1      | 7     | 1     |
| Брентфорд                     | 2004–05          | Лига 1 АФЛ                            | 1    | 0    | 0  | 0  | 0         | 0         | 0      | 0      | 1     | 0     |
| Фарнборо                      | 2004–05          | Национальная лига                     | 5    | 1    | 0  | 0  | —         | —         | 0      | 0      | 5     | 1     |
| Стивенидж                     | 2004–05          | Национальная лига                     | 1    | 0    | 0  | 0  | —         | —         | 1      | 0      | 2     | 0     |
| Сент-Олбанс Сити              | 2004–05          | Южная национальная лига               | 1    | 0    | 0  | 0  | —         | —         | 0      | 0      | 1     | 0     |
| Хемел Хемпстед Таун           | 2004–05          | Первый дивизион Южной футбольной лиги | 2    | 0    | 0  | 0  | —         | —         | 0      | 0      | 2     | 0     |
| Хэмптон энд Ричмонд Боро      | 2004–05          | Высший дивизион Истмийской лиги       | 6    | 0    | 0  | 0  | —         | —         | 0      | 0      | 6     | 0     |
| Уортинг                       | 2005–06          | Высший дивизион Истмийской лиги       | 30   | 17   | 0  | 0  | —         | —         | 0      | 0      | 30    | 17    |
| Таррок (аренда)               | 2005–06          | ЮНЛ                                   | 4    | 0    | 0  | 0  | —         | —         | 0      | 0      | 4     | 0     |
| Хавант энд Уотерлувилл        | 2005–06          | ЮНЛ                                   | 8    | 3    | 0  | 0  | —         | —         | 0      | 0      | 8     | 3     |
| Хавант энд Уотерлувилл        | 2006–07          | ЮНЛ                                   | 36   | 11   | 2  | 0  | —         | —         | 3      | 2      | 41    | 13    |
| Хавант энд Уотерлувилл        | 2007–08          | ЮНЛ                                   | 22   | 8    | 8  | 4  | —         | —         | 2      | 1      | 32    | 13    |
| Хавант энд Уотерлувилл        | Итого            | Итого                                 | 66   | 22   | 10 | 4  | —         | —         | 5      | 3      | 81    | 29    |
| Мейденхед Юнайтед (аренда)    | 2007–08          | ЮНЛ                                   | 5    | 3    | 0  | 0  | —         | —         | 0      | 0      | 5     | 3     |
| Мейденхед Юнайтед             | 2008–09          | ЮНЛ                                   | 32   | 20   | 1  | 0  | —         | —         | 0      | 0      | 33    | 20    |
| Мейденхед Юнайтед             | Итого            | Итого                                 | 37   | 23   | 1  | 0  | —         | —         | 0      | 0      | 38    | 23    |
| Хистон (аренда)               | 2008–09          | Национальная лига                     | 3    | 0    | 0  | 0  | —         | —         | 0      | 0      | 3     | 0     |
| Йорк Сити                     | 2009–10          | Национальная лига                     | 13   | 1    | 1  | 1  | —         | —         | 4      | 2      | 18    | 4     |
| Истборн Боро                  | 2010–11          | Национальная лига                     | 33   | 10   | 1  | 0  | —         | —         | 5      | 4      | 39    | 14    |
| Хейз энд Идинг Юнайтед        | 2011–12          | Национальная лига                     | 18   | 4    | 1  | 0  | —         | —         | 0      | 0      | 19    | 4     |
| Мейденхед Юнайтед             | 2011–12          | Южная национальная лига               | 3    | 3    | 0  | 0  | —         | —         | 2      | 0      | 5     | 3     |
| Линкольн Сити                 | 2011–12          | Высшая национальная лига              | 13   | 3    | 0  | 0  | —         | —         | 0      | 0      | 13    | 3     |
| Бромли                        | 2012–13          | ЮНЛ                                   | 12   | 5    | 3  | 2  | —         | —         | 2      | 0      | 17    | 7     |
| Истли                         | 2012–13          | ЮНЛ                                   | 2    | 1    | 0  | 0  | —         | —         | 0      | 0      | 2     | 1     |
| Саттон Юнайтед                | 2012–13          | ЮНЛ                                   | 7    | 1    | 0  | 0  | —         | —         | 0      | 0      | 7     | 1     |
| Мейденхед Юнайтед             | 2012–13          | ЮНЛ                                   | 11   | 5    | 0  | 0  | —         | —         | 0      | 0      | 11    | 5     |
| Мейденхед Юнайтед             | 2013–14          | ЮНЛ                                   | 33   | 10   | 0  | 0  | —         | —         | 2      | 1      | 35    | 11    |
| Мейденхед Юнайтед             | Итого            | Итого                                 | 44   | 15   | 0  | 0  | —         | —         | 2      | 1      | 46    | 16    |
| Истборн Боро                  | 2014–15          | ЮНЛ                                   | 35   | 8    | 2  | 0  | —         | —         | 0      | 0      | 37    | 8     |
| Хэмптон энд Ричмонд Боро      | 2015–16          | Высший дивизион Истмийской лиги       | 5    | 0    | 0  | 0  | —         | —         | 1      | 0      | 6     | 0     |
| Итого за карьеру              | Итого за карьеру | Итого за карьеру                      | 392  | 124  | 21 | 7  | 3         | 0         | 34     | 15     | 450   | 146   |

### Международный
| Национальная команда | Год   | М | Г |
| -------------------- | ----- | - | - |
| Доминика             | 2008  | 2 | 1 |
| Итого                | Итого | 2 | 1 |

Счёт Доминики указан первым, в столбце с очками указывается счёт после каждого гола Пакетта.
| № | Дата           | Место проведения             | Шапка | Противник | Гол | Результат | Конкуренция                        | Ref   |
| - | -------------- | ---------------------------- | ----- | --------- | --- | --------- | ---------------------------------- | ----- |
| 1 | 6 февраля 2008 | Уиндзор-Парк, Розо, Доминика | 1     | Барбадос  | 1:0 | 1:1       | Чемпионат мира 2001 (квалификация) | [ 3 ] |

## Награды
Победитель  дивизиона Спартанской футбольной лиги Южный Мидлендс: 2018–19 